# A Chima legendái epizódjainak listája
Ez a szócikk a Chima legendái című animációs sorozat epizódjait sorolja fel.

## Évados áttekintés
| Évad | Évad | Részek száma | Részek száma | Eredeti sugárzás   | Eredeti sugárzás   | Eredeti adó     | Magyar sugárzás             | Magyar sugárzás             | Magyar adó |
| Évad | Évad | Részek száma | Részek száma | Évadbemutató       | Évadzáró           | Eredeti adó     | Évadbemutató                | Évadzáró                    | Magyar adó |
| ---- | ---- | ------------ | ------------ | ------------------ | ------------------ | --------------- | --------------------------- | --------------------------- | ---------- |
|      | 1.   | 20           | 20           | 2013. január 16.   | 2013. december 5.  | Cartoon Network | 2013. június 17.            | 2014. július 16. (Megamax)  | RTL Klub   |
|      | 2.   | 6            | 6            | 2014. március 15.  | 2014. április 19.  | Cartoon Network | 2015. április 24. (Megamax) | 2015. április 29. (Megamax) | RTL Klub   |
|      | 3.   | 15           | 15           | 2014. augusztus 9. | 2014. november 24. | Cartoon Network | n. a.                       | n. a.                       | Megamax    |

### 1. évad: A chi ereje (Power of the Chi) (2013)
| #   | #   | Eredeti cím            | Magyar cím                | Rendező        | Író            | Eredeti premier      | Magyar premier             | Nézettség   | Gyártási szám |
| --- | --- | ---------------------- | ------------------------- | -------------- | -------------- | -------------------- | -------------------------- | ----------- | ------------- |
| 1.  | 1.  | Legends Of Chima       | A harc elkezdődik         | Peder Pedersen | John Derevlany | 2013. január 16.     | 2013. június 17.           | 1,61 millió | 101           |
| 2.  | 2.  | The Great Story        | A nagy történet           | Peder Pedersen | John Derevlany | 2013. január 16.     | 2013. június 18.           | 1,54 millió | 102           |
| 3.  | 3.  | The Warrior Within     | Laval a harcos            | Peder Pedersen | John Derevlany | 2013. március 27.    | 2013. június 19.           | 1,45 millió | 103           |
| 4.  | 4.  | The Joyride            | Kaland túra               | Peder Pedersen | John Derevlany | 2013. július 17.     | 2013. június 20.           | 1,01 millió | 104           |
| 5.  | 5.  | Market Day             | Piaci kalamajka           | Peder Pedersen | John Derevlany | 2013. július 24.     | 2013. június 21.           | 1,19 millió | 105           |
| 6.  | 6.  | Attack On Eagle Spire  | Támadás a sas-csúcs ellen | Peder Pedersen | John Derevlany | 2013. július 31.     | 2013. június 22.           | 1,03 millió | 106           |
| 7.  | 7.  | The Hundred Year Moon  | Százéves hold             | Peder Pedersen | John Derevlany | 2013. augusztus 7.   | 2013. június 23.           | 1,00 millió | 107           |
| 8.  | 8.  | The Biggest Race Ever  | A legnagyobb verseny      | Peder Pedersen | John Derevlany | 2013. augusztus 21.  | 2013. június 24.           | 1,22 millió | 108           |
| 9.  | 9.  | Gorillas Gone Wild     | A gorillák megvadultak    | Peder Pedersen | John Derevlany | 2013. augusztus 28.  | 2013. június 25.           | 0,93 millió | 109           |
| 10. | 10. | Foxtrot                | Róka csel                 | Peder Pedersen | John Derevlany | 2013. szeptember 12. | 2013. június 26.           | 1,28 millió | 110           |
| 11. | 11. | The CHI Jackers        | Chi banditák              | Peder Pedersen | John Derevlany | 2013. szeptember 19. | 2013. június 27.           | 1,25 millió | 111           |
| 12. | 12. | Balancing Act          | Háborgó természet         | Peder Pedersen | John Derevlany | 2013. szeptember 26. | 2013. június 28.           | 1,09 millió | 112           |
| 13. | 13. | Crocodile Tears        | Krokodil könnyek          | Peder Pedersen | John Derevlany | 2013. október 3.     | 2014. július 9.            | 0,98 millió | 113           |
| 14. | 14. | Fake CHI, Real Trouble | Hamis chi, igazi baj      | Peder Pedersen | John Derevlany | 2013. október 10.    | 2014. július 10. (Megamax) | 0,97 millió | 114           |
| 15. | 15. | Ravens VS. Eagles      | Hollók a sasok ellen      | Peder Pedersen | John Derevlany | 2013. október 17.    | 2014. július 11. (Megamax) | 1,12 millió | 115           |
| 16. | 16. | Reunion Gone Wrong     | Füstbement békekötés      | Peder Pedersen | John Derevlany | 2013. október 24.    | 2014. július 12.(Megamax)  | 1,05 millió | 116           |
| 17. | 17. | Laval In Exile         | Laval száműzetésben?      | Peder Pedersen | John Derevlany | 2013. november 7.    | 2014. július 13. (Megamax) | 1,17 millió | 117           |
| 18. | 18. | The Black Cloud        | A fekete felhő            | Peder Pedersen | John Derevlany | 2013. november 14.   | 2014. július 14. (Megamax) | 0,98 millió | 118           |
| 19. | 19. | Chima Falls            | Chima vízesései           | Peder Pedersen | John Derevlany | 2013. november 21.   | 2014. július 15. (Megamax) | 0,94 millió | 119           |
| 20. | 20. | For Chima!             | Chimáért!                 | Peder Pedersen | John Derevlany | 2013. december 5.    | 2014. július 16. (Megamax) | 1,30 millió | 120           |

### 2. évad: A legendás vadállatok keresése (Quest for the Legend Beasts) (2014)
| #   | #  | Eredeti cím            | Magyar cím            | Rendező        | Író            | Eredeti premier   | Magyar premier              | Nézettség   | Gyártási szám |
| --- | -- | ---------------------- | --------------------- | -------------- | -------------- | ----------------- | --------------------------- | ----------- | ------------- |
| 21. | 1. | Into The Outlands      | Irány a távoli-vidék  | Peder Pedersen | John Derevlany | 2014. március 15. | 2015. április 24. (Megamax) | 0,88 millió | 201           |
| 22. | 2. | A Tangled Web          | Gubancos helyzet      | Peder Pedersen | John Derevlany | 2014. március 22. | 2015. április 25. (Megamax) | 1,46 millió | 202           |
| 23. | 3. | The Legend Thief       | Legendás tolvaj?      | Peder Pedersen | John Derevlany | 2014. március 29. | 2015. április 26. (Megamax) | 1,26 millió | 203           |
| 24. | 4. | The Eagle And The Bear | A sas és a medve      | Peder Pedersen | John Derevlany | 2014. április 5.  | 2015. április 27. (Megamax) | 1,12 millió | 204           |
| 25. | 5. | Tooth Or Consequences  | Súlyos következmények | Peder Pedersen | John Derevlany | 2014. április 12. | 2015. április 28. (Megamax) | 1,09 millió | 205           |
| 26. | 6. | This May Sting A Bit   | Kicsit csípni fog     | Peder Pedersen | John Derevlany | 2014. április 19. | 2015. április 29. (Megamax) | 1,26 millió | 206           |

### 3. évad: Legenda a tűz chiről (Legend of the Fire Chi) (2014)
| #   | #   | Eredeti cím            | Magyar cím           | Rendező        | Író            | Eredeti premier      | Magyar premier | Nézettség   | Gyártási szám |
| --- | --- | ---------------------- | -------------------- | -------------- | -------------- | -------------------- | -------------- | ----------- | ------------- |
| 27. | 1.  | Fire Dreaming          | Tüzes álmok          | Peder Pedersen | John Derevlany | 2014. augusztus 9.   | n.a.           | 1,10 millió | 301           |
| 28. | 2.  | Attack Of The Ice Clan | A jég klán támadása  | Peder Pedersen | John Derevlany | 2014. augusztus 16.  | n.a.           | 0,92 millió | 302           |
| 29. | 3.  | The Call Of Cavora     | Cavora hívása        | Peder Pedersen | John Derevlany | 2014. augusztus 23.  | n.a.           | 1,08 millió | 303           |
| 30. | 4.  | Trial By Fire          | Tűzpróba             | Peder Pedersen | John Derevlany | 2014. augusztus 30.  | n.a.           | 1,20 millió | 304           |
| 31. | 5.  | The Crescent           | A holdsarló          | Peder Pedersen | John Derevlany | 2014. szeptember 6.  | n.a.           | 1,09 millió | 305           |
| 32. | 6.  | Fired Up!              | Tüzes harc           | Peder Pedersen | John Derevlany | 2014. szeptember 13. | n.a.           | 1,21 millió | 306           |
| 33. | 7.  | Cool And Collected     | Fagyos kollekció     | Peder Pedersen | John Derevlany | 2014. szeptember 20. | n.a.           | 1,19 millió | 307           |
| 34. | 8.  | The Snowball Effect    | A hógolyó hatás      | Peder Pedersen | John Derevlany | 2014. szeptember 27. | n.a.           | 1,17 millió | 308           |
| 35. | 9.  | The King Thing         | A királyi dologh     | Peder Pedersen | John Derevlany | 2014. október 4.     | n.a.           | 1,16 millió | 309           |
| 36. | 10. | A Very Slippery Slope  | Nyaktörő lejtő       | Peder Pedersen | John Derevlany | 2014. október 11.    | n.a.           | 1,32 millió | 310           |
| 37. | 11. | The Artifact           | A dombormű           | Peder Pedersen | John Derevlany | 2014. október 18.    | n.a.           | 1,26 millió | 311           |
| 38. | 12. | The Phoenix Has Landed | A főnix leszállt     | Peder Pedersen | John Derevlany | 2014. október 25.    | n.a.           | 0,92 millió | 312           |
| 39. | 13. | A Spark Of Hope        | Egy szikrányi remény | Peder Pedersen | John Derevlany | 2014. november 1.    | n.a.           | 0,75 millió | 313           |
| 40. | 14. | Wings Of Fire          | A tüzes hámok        | Peder Pedersen | John Derevlany | 2014. november 22.   | n.a.           | 1,59 millió | 314           |
| 41. | 15. | The Heart Of Cavora    | Cavora szíve         | Peder Pedersen | John Derevlany | 2014. november 22.   | n.a.           | 1,59 millió | 315           |